# Oriol Maspons
Oriol Maspons Casades (Barcelona, 22 de noviembre de 1928-12 de agosto de 2013) fue un fotógrafo español.

## Infancia y juventud
Nació en 1928, siendo el pequeño de cuatro hermanos, en la calle Nueva de San Francisco de Barcelona, en el seno de una familia tradicional catalana. Estudió en La Salle Condal y posteriormente Peritaje Mercantil. Hizo el servicio militar en Ceuta. En 1955 fue trasladado por la empresa de seguros para la que trabajaba a París, donde vivió hasta 1957 frecuentando el club 30 x 40. Colaboró como corresponsal de la revista Arte Fotográfico para la que entrevistó a los grandes fotógrafos del momento residentes en París (Brassai, Cartier-Bresson, Doisneau, Bourdin, etc.). A su regreso a Barcelona en 1958 dio el paso de profesionalizarse como fotógrafo, asociándose con su amigo Julio Ubiña. Maspons es citado en el libro Confesiones de una vieja dama indigna, de Esther Tusquets, como su primer amor de juventud.

## Actividad fotográfica

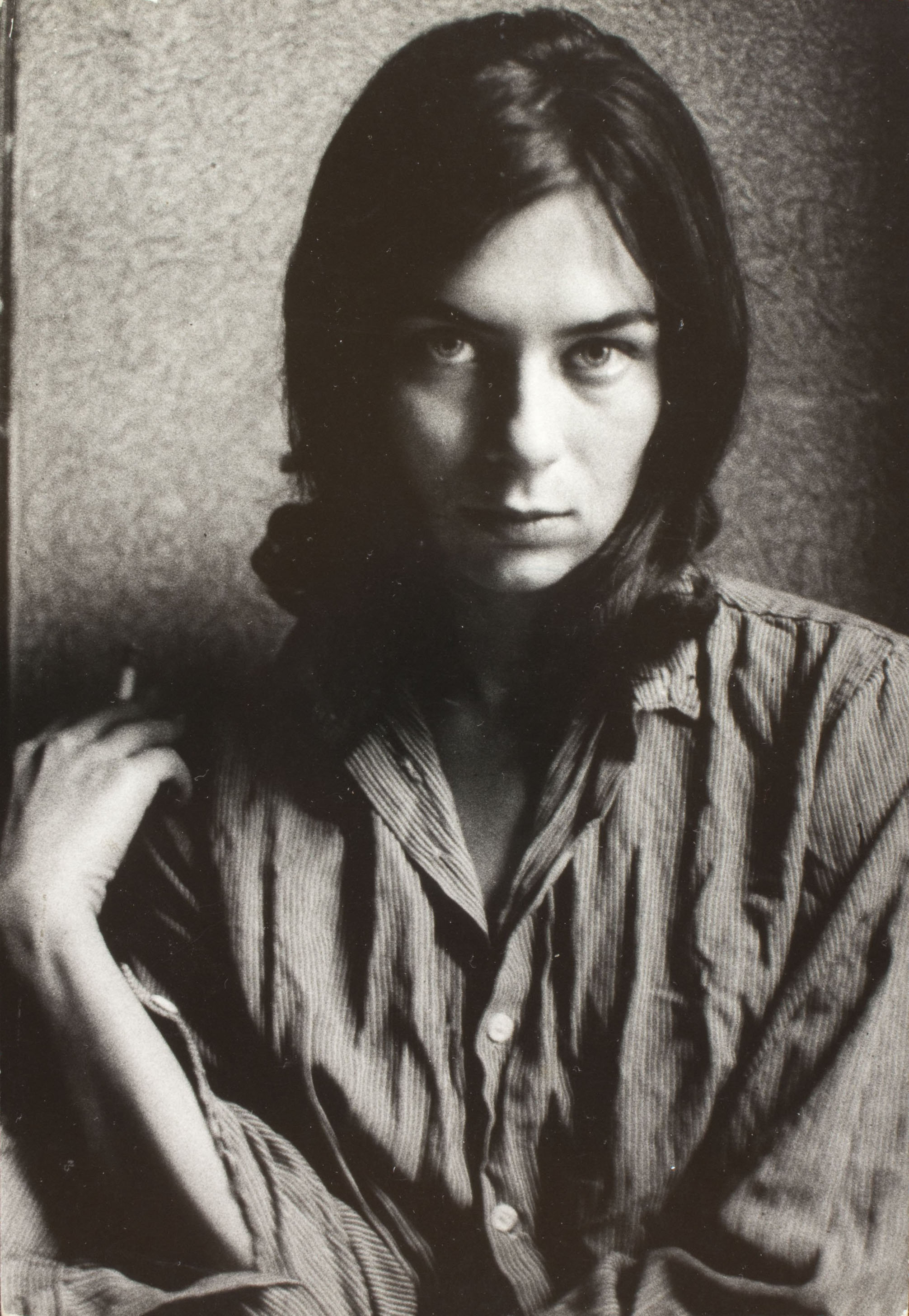
Juliette Mayniel, fotografía de Oriol Maspons

En 1956 entró a formar parte del consejo editorial de la revista AFAL aunque ya era conocido por su actividad en la Agrupación Fotográfica de Cataluña y por haber publicado fotos en Arte Fotográfico y con motivo de la obtención de varios premios en concursos. En el número 61 de la revista Arte Fotográfico de 1957, en su artículo "Salonismo" criticaba duramente la fotografía que se practicaba en las agrupaciones fotográficas, de índole pictorialista, ya fuera moderna o conservadora, que se hacía con el único objetivo de conseguir galardones en los salones fotográficos a cuyos jurados conservadores había que contentar con una serie de recetas formalistas. Su fotografía de reportaje estaba asociada al estilo del desarrollado por los fotógrafos de la Agencia Magnum. Colabora en las revistas gráficas más importantes del momento como Gaceta Ilustrada, Paris Match, Elle, Interviu y Boccacio. Realizó reportajes en diferentes países como Cuba y Sudáfrica. Fue un autor con una sensibilidad especial para el retrato, entre los que destacan los retratos a mujeres que reunió en el libro Oriol Maspons: Private Collection. 

En 1960, Seix barral publicó Caminando por Las Hurdes (López Salinas, A. y Ferres, A.) ilustrado con dos fotogramas de Tierra sin pan (Buñuel, 1932) y ocho fotos tomadas por Maspons en el propio 1960.
Realizó numerosas exposiciones y algunas de sus fotos están expuestas en el MoMA, aunque en el MNAC existen más de 1500 fotografías suyas. Además fue maestro de Isabel Steva Hernández, más conocida como Colita y de otros significados fotógrafos. 
Llevó a cabo la ilustración de portadas de libros y discos durante las décadas 1970 y 1980. 
Algunas de sus publicaciones:
- Poeta en Nueva York, de Federico García Lorca (1966)
- La caza de la perdiz roja de Miguel Delibes
- Arquitectura gòtica catalana  de Alexandre Cirici i Pellicer (1974)
- Arte visigodo en España, de Pere de Palol.
- La Universidad de Barcelona, promovida por Fabián Estapé (1981)
- Els barcelonins, con Xavier Miserachs y Colita (1981)

En 2006 recibió la Creu de Sant Jordi.